# گراند پولونه
گراند پولونه (به لهستانی:  Grądy Polewne) یک روستا در لهستان است که در گمینا ژانشنگک واقع شده‌است.